# 多毛犰狳
多毛犰狳（學名：Dasypus pilosus）是一種生活在南美洲的犰狳，是秘魯的特有種。其棲息地為亞熱帶或熱帶的潮濕低地及森林。因棲息地減少的原因而備受威脅。

## 保育狀況
其被列為《瀕危野生動植物種國際貿易公約》附錄二的物種，被限制出口及貿易。年度出口零限额。所有标本被视为附录Ⅰ物种的标本，其贸易被相应管制。